# 닷콘촌
닷콘촌(立根村)은 이와테현 게센군에 설치되었던 촌이다. 현재의 오후나토시에 해당한다.

## 연혁
- 1889년 4월 1일 - 정촌제 시행에 따라 기존의 닷콘촌을 단독으로 촌제를 시행
- 1952년 4월 1일 - 오후나토 정·사카리 정·이가와 촌·아카사키촌·닷콘 촌·히코로이치 촌과 합병해 오후나토 시가 됨.